# Marie Laberge (peintre)
Pour les articles homonymes, voir Laberge.
À ne pas confondre avec la romancière Marie Laberge. née en 1950.
Marie Laberge, née Marie-Paule Goulet le 30 mars 1929 dans la ville de Québec et morte le 30 décembre 2017 dans la même ville, est une peintre et poètesse québécoise.

## Biographie
Marie Laberge naît à Québec de Philéas Goulet et Florentine Beaudry. Elle effectue ses études en arts à l'École des beaux-arts de Québec, avant de devenir enseignante d'arts visuels pour les adolescents et les adultes. Elle poursuit ses études à l'Université Laval, où elle reçoit une licence en soins infirmiers. Elle a exposé à plus d'une trentaine d'occasions, notamment à Québec et à Trois-Rivières, et a réalisé plusieurs centaines de tableaux. Ses huit recueils de poésie ont été publiés chez Leméac. Elle a marié Raymond-Marie Laberge et a eu deux filles, Dominique et Geneviève. 
Elle était membre du Club de la Garnison de Québec et a reçu un prix de reconnaissance du club. Elle a aussi reçu la Médaille de la bravoure de l’Assemblée nationale pour avoir sauvé une personne de la noyade. Elle reçoit le Prix du Maurier en 1965 pour son recueil Halte et était membre de l'Union des écrivaines et des écrivains québécois. Elle meurt le 30 décembre 2017 à l'Hôpital du Saint-Sacrement et une cérémonie funéraire a lieu à l'église Saint-Dominique de Québec le 13 janvier 2018.

## Œuvres

### Recueils
- Marie Laberge, Aux mouvances du temps, Outremont (Montréal), Léméac, 1982, 336 p. (ISBN 2760910156) ;
- Marie Laberge, Les chants de l'épervière, Montréal, Léméac, 1979, 183 p. (ISBN 2760910083) ;
- Marie Laberge, Reprendre souffle, Québec, Éditions Garneau, 1971, 77 p. ;
- Marie Laberge, Soleil d'otage, Québec, Éditions Garneau, 1970, 79 p. ;
- Marie Laberge, L'hiver à brûler, Québec, Éditions Garneau, 1968, 91 p. ;
- Marie Laberge, D'un cri à l'autre, Québec, Éditions de l'Aile, 1966, 66 p. ;
- Marie Laberge, Halte, Québec, Éditions de l'Arc, 1965, 55 p. ;
- Marie Laberge, Les Passerelles du matin, Québec, Éditions de l'Arc, 1961, 67 p..

### Autres
- Jean Désy (ill. Marie Laberge), Miction sous les étoiles, Québec, Le Palindrome, 1990, 66 p. (ISBN 2980115444).

## Collections
- Musée Beaulne
- Musée d'art contemporain des Laurentides
- Musée des beaux-arts de Sherbrooke
- Musée national des beaux-arts du Québec[4]
- Musée Louis-Hémon
- Musée Pierre-Boucher
- Musée québécois de l’agriculture et de l’alimentation
- Musée régional de la Côte-Nord
- Pulperie de Chicoutimi